# Barcelona 1714 (película)
Barcelona 1714 es una película española de 2014 escrita y dirigida por la cineasta Anna M. Bofarull basada en el sitio de Barcelona (1713-1714). Es una historia de supervivencia y de pasiones, una historia de vida y muerte con el trasfondo del largo asedio y el asalto final del 11 de septiembre de 1714, uno de los momentos más decisivos de la historia de Cataluña.

## Argumento
Barcelona 1714 es la historia de Agnés, una chica que intenta sobrevivir en una ciudad en guerra. Con la vitalidad de su juventud, Agnès aspira a vivir, a huir de la ciudad, lo que no puede entender Jan, joven oficial dedicado en cuerpo y alma a la causa austracista. Después de muchas decepciones y duras experiencias, Agnès deberá tomar una decisión vital: subir al último barco que saldrá de la ciudad o quedarse para luchar hasta el último momento, junto a su gente. 
Es una historia de amor, intriga y acción en medio de una Barcelona que lleva más de un año sitiada. Agnès será la protagonista de esta película de ficción. En su lucha diaria para poder sobrevivir, cuando ya se están agotando todos los recursos y parece que la ciudad no podrá aguantar mucho más, deberá aprender a reconocer aquellos que pueden ayudar.

## Reparto
- Bernat Quintana: Jan
- Alba Brunet: Agnès
- Cristina Pacareu: Queralt
- Àlex Casanovas: Josep Maria
- Mikel Iglesias: Arnau
- Mercè Rovira: Úrsula
- Juanjo Puigcorbé: Bastiaan Van Kroeg
- Toni Albà: soldado
- Eric Alés: Blai
- Roger Dalmases: Jofre
- Ferran Carvajal: joven cura
- Francesc Garrido: Padre Mateu
- Miquel Sitjar: Maurice
- Fermí Fernàndez: Teniente Roig
- Txe Arana: alcaueta
- Jaume Montané: soldado borbónico
- Lluís Gavaldà: noble moribundo